# 石川たばこ信用組合
石川たばこ信用組合（いしかわたばこしんようくみあい）は、かつて石川県金沢市にあった信用組合である。1956年に設立された。2002年1月25日に経営破綻し、その後北國銀行に譲渡された。また、北陸三県では富山県、福井県にもたばこ信用組合があったが富山県たばこ信用組合は1988年4月に富山県信用組合に吸収合併され福井県たばこ信用組合も2002年12月に解散したことで日本全国のたばこ信組はすべて消滅した。